# Ojoya
Ojoya (en georgiano: ოხოჯა; en abjasio: Охоџьа) es una aldea que pertenece a la parcialmente reconocida República de Abjasia, dentro del Distrito de Tkvarcheli, aunque de iure es parte del municipio de Ochmachire de la República Autónoma de Abjasia de Georgia.

## Geografía
Ojoya se encuentra aguas arriba del río Ojoyi, en las estribaciones de Abjasia, a 8 km de Tkvarcheli y a 32 km de Ochamchire. La aldea se administra desde el pueblo de Agubedia.  